# (202) Chryseïs
(202) Chryseïs ist ein Asteroid des äußeren Hauptgürtels, der am 11. September 1879 vom deutsch-US-amerikanischen Astronomen Christian Heinrich Friedrich Peters am Litchfield Observatory in New York bei einer Helligkeit von 11 mag entdeckt wurde.
Der Asteroid wurde benannt nach Chryseis, der Tochter von Chryses, einem Priester von Apollon. Sie wurde von Achilles gefangen genommen, aber Agamemnon zugesprochen. Apollon schickte eine Pest, um ihre Gefangennahme zu rächen, und die Griechen waren gezwungen, Chryseis an ihren Vater zurückzugeben. Dann nahm Agamemnon Briseis, eine weitere Gefangene von Achilles, und es kam zum berühmten Streit. Achilles, wütend, weil er sowohl Briseis als auch Chryseis verloren hatte, zog sich aus dem Trojanischen Krieg zurück.

## Wissenschaftliche Auswertung
Aus Ergebnissen der IRAS Minor Planet Survey (IMPS) wurden 1992 erstmals Angaben zu Durchmesser und Albedo für zahlreiche Asteroiden abgeleitet, darunter auch (202) Chryseïs, für die damals Werte von 86,2 km bzw. 0,26 erhalten wurden. Eine Auswertung von Beobachtungen durch das Projekt NEOWISE im nahen Infrarot führte 2011 zu vorläufigen Werten für den Durchmesser und die Albedo im sichtbaren Bereich von 97,9 km bzw. 0,17. Nachdem die Werte nach neuen Messungen 2012 auf 90,4 km bzw. 0,23 korrigiert worden waren, wurden sie 2014 auf 90,7 km bzw. 0,20 geändert.
Photometrische Beobachtungen von (202) Chryseïs wurden vom 8. Februar bis 25. März 2000 am Foggy Bottom Observatory der Colgate University in New York durchgeführt. Aus der sehr wenig ausgeprägten Lichtkurve konnte damals keine eindeutige Rotationsperiode abgeleitet werden, es wurde aber ein Wert von 15,74 h bevorzugt. Bei Asteroiden mit Rotationsperioden von ungefähr einem ganzzahligen Erdtag kann an einem Observatorium oft nur eine unvollständige Lichtkurve aufgenommen werden, da in jeder Nacht immer wieder derselbe Abschnitt der Lichtkurve erfasst wird. Vom 19. Januar bis 30. März 2011 erfolgten daher koordinierte Beobachtungen des Asteroiden an vier Observatorien in Kalifornien, New Mexico, Japan und Italien. Daraus konnte nun eine detaillierte Lichtkurve gewonnen werden, die eine vollständige Phase abdeckt, und ein Wert von 23,670 h für die Rotationsperiode bestimmt werden. Neue photometrische Messungen erfolgten auch in einer Zusammenarbeit von sechs verschiedenen Observatorien in Polen, Katalonien, USA und Japan. In einer Untersuchung von 2015 konnte aus den erhaltenen Daten die Rotationsperiode mit einem Wert von 23,668 h bestätigt werden.
Archivierte Lichtkurven aus dem Zeitraum Januar 2011 bis Oktober 2019 ermöglichten 2021 für den Asteroiden die Bestimmung eines dreidimensionalen Gestaltmodells für zwei alternative Rotationsachsen mit einer retrograden Rotation. Außerdem wurde eine Rotationsperiode von 23,6703 h, ein Durchmesser von etwa 90 km und eine Albedo von 0,22 abgeleitet. Bei zwei Kampagnen vom 30. August 2014 bis 21. Januar 2015 sowie vom 7. September 2015 bis 4. April 2016 konnte auch 2022 aus Daten der Raumsonde Gaia in Verbindung mit erdgebundenen Beobachtungen eine Rotationsperiode von 23,6717 h bestimmt werden. Aus archivierten Daten des Asteroid Terrestrial-impact Last Alert System (ATLAS) aus dem Zeitraum 2015 bis 2018 wurde in einer Untersuchung von 2022 mit der Methode der konvexen Inversion eine Rotationsperiode von 23,674 h berechnet.